# 国際日本語研修協会
国際日本語研修協会（こくさいにほんごけんしゅうきょうかい、英語: International Japanese Education Center）は、外国人日本語学習者や日本語教育関係者への支援を行う特定非営利活動法人。略称はIJEC。

## 来歴
- 1995年12月 日本語教育関係者が任意団体として設立した。
- 1999年6月 特定非営利活動法人として東京都知事の認証を受ける。

主たる事務所は東京都新宿区。

## 事業
日本語学習者のための事業
留学生招聘、短期ホームステイの紹介、アルバイト情報の提供など。
日本語教師のための事業
就職情報の提供、各種講習会の実施、内外への派遣、紹介など。
日本語学校のための事業
教師紹介、派遣、教材寄贈など。